# Roland Hayes
Roland Wiltse Hayes, född 3 juni 1887 i Gordon County i Georgia, död 1 januari 1977 i Boston i Massachusetts, var en amerikansk sångare (tenor). Han var den första afroamerikanska mannen som blev internationellt känd inom klassisk musik som konsertsångare.
Från och med 1920 studerade Hayes för Sir George Henschel i London och turnerade i Europa.
De franska TV-personligheterna Igor och Grichka Bogdanoff var dottersöner till Roland Hayes. Deras mor Maya var dotter till grevinnan Bertha Kolowrat-Krakowská ur hennes utomäktenskapliga relation med Hayes. Igor och Grichka Bogdanoff träffade sin morfar en gång, i mitten av 1950-talet i Paris.
År 1942 blev Hayes hustru Helen och 10-åriga dotter Afrika utkastade från en skobutik i Rome i Georgia för att de hade suttit sig i stolar avsedda för vita kunder. Hayes protesterade behandlingen av familjemedlemmarna och incidenten blev en nationell nyhet samt refererades i en dikt av Langston Hughes, "How About It, Dixie".
Boken om Hayes liv Angel Mo' and Her Son, Roland Hayes utkom 1942. Författaren MacKinley Helm nedtecknade Hayes berättelse baserad på intervjuer.